# Saval
Saval (Schots-Gaelisch: Sàbhal) is een dorp ongeveer 2 kilometer ten noordoosten van Lairg in de Schotse lieutenancy Sutherland in het raadsgebied Highland.